# Walter Legel
Walter Legel (Bruck an der Leitha, 29 giugno 1940 – Deutsch-Wagram, 4 luglio 1999) è stato un sollevatore austriaco che gareggiò nelle categorie dei pesi piuma (fino a 60 kg.) e dei pesi leggeri (fino a 67,5 kg.) e fu presente a quattro edizioni dei Giochi Olimpici.

## Biografia
Nel 1960 prese parte alle Olimpiadi di Roma nella categoria dei pesi piuma, terminando al 20º posto finale con 282,5 kg. nel totale di tre prove.
Ritornò a gareggiare in una gara olimpica solo dodici anni dopo, alle Olimpiadi di Monaco di Baviera 1972 nella categoria dei pesi leggeri, dove terminò la competizione al 15º posto ma venne subito dopo squalificato in quanto risultò positivo all'efedrina al controllo antidoping.
Nel 1974 Legel vinse la sua unica medaglia internazionale, ottenendo la medaglia di bronzo ai Campionati europei di Verona con 280 kg. nel totale di due prove.
Nel 1976 prese parte alle Olimpiadi di Montréal, piazzandosi al 10º posto finale con 272,5 kg. nel totale.
Partecipò, infine, all'età di 40 anni, alle Olimpiadi di Mosca 1980, concludendo la gara al 16º posto finale con 270 kg. nel totale.
Il suo miglior risultato ai Campionati mondiali di sollevamento pesi fu il 6º posto nell'edizione di Teheran 1965 nella categoria dei pesi piuma.